# 澜沧球兰
澜沧球兰（学名：Hoya lantsangensis）为夹竹桃科球兰属的植物。分布在中国大陆的云南等地，生长于海拔1,000米至1,600米的地区，常生于山地林中、大石上或树上，目前尚未由人工引种栽培。